# Kleina (Neustadt an der Orla)
Kleina ist ein Weiler der Stadt Neustadt an der Orla im Saale-Orla-Kreis in Thüringen.

## Geografie
Kleina liegt an der Landesstraße 2350 von Triptis nach Dreba führend und kreuzt bei Linda die Landesstraße 1077 von Schleiz nach Neustadt an der Orla verlaufend. Das Dörfchen liegt auf einem typischen Hochplateau des Südostthüringer Schiefergebirges, dessen Böden besitzen einen hohen Feinerdeanteil und einen hohen Humusgehalt. Sie haben deshalb die Voraussetzung für stabile und hohe Erträge.

## Geschichte
Die urkundliche Ersterwähnung des Weilers fand 1074 statt. Der Ort gehörte bis 1815 als Exklave im Amt Arnshaugk zum kursächsischen Amt Ziegenrück und kam nach dessen auf dem Wiener Kongress beschlossenen Abtretung mit dem Großteil des Neustädter Kreises zum Großherzogtum Sachsen-Weimar-Eisenach.